# Peyret-Saint-André
Peyret-Saint-André település Franciaországban, Hautes-Pyrénées megyében. Lakosainak száma 63 fő (2022. január 1.). Peyret-Saint-André Monlaur-Bernet, Chélan, Castelnau-Magnoac és Larroque községekkel határos.

## Népesség
A település népességének változása:
| Lakosok száma | 57   | 56   | 54   | 53   | 52   | 51   | 57   | 63   |
|               | 2013 | 2015 | 2017 | 2018 | 2019 | 2020 | 2021 | 2022 |